# Nejlepší způsob chůze
Nejlepší způsob chůze (v originále La meilleure façon de marcher) je francouzský hraný film z roku 1976, který režíroval Claude Miller podle vlastního scénáře. Film popisuje vztah dvou odlišných vedoucích na dětském táboře.

## Děj
Příběh se odehrává v létě roku 1960 na letním dětském táboře. Každý ze šesti vedoucích má na starosti skupinu dětí. Philippe je synem zdejšího ředitele a se svou skupinou připravuje divadelní představení. Naopak Marc vede děti ve skupině téměř s vojenskou kázní a převážně sportují. Zatímco Philippe je intelektuálně založený, Marc si zakládá na své mužnosti a maskulinitě. Jednoho večera Marc překvapí Philippa v jeho pokoji, jak se převléká do ženských šatů. Philippe se od té doby stane terčem jeho posměšků a ironických narážek. Philippe se sice snaží s Marcem udobřit, ale marně. Za Philippem přijíždí jeho přítelkyně Chantal. Marc se jí dvoří, ale ona nesnáší takový typ arogantních sebestředných mladíků. Vzájemné nepřátelství mezi Philippem a Marcem vyvrcholí na závěrečném maškarním bále, kde se poperou.
Příběh pokračuje o několik let později v Paříži, kdy se oba potkávají. Marc pracuje jako realitní agent a Philippe s přítelkyní Chantal si od něj pronajímají byt.

## Obsazení
| Patrick Dewaere   | Marc         |
| Patrick Bouchitey | Philippe     |
| Christine Pascal  | Chantal      |
| Claude Piéplu     | ředitel      |
| Marc Chapiteau    | Gérard       |
| Michel Blanc      | Raoul Deloux |
| Michel Such       | Léni         |
| Franck d'Ascanio  | Hervé        |

## Okolnosti natáčení
- Název filmu je odvozen od pochodové písně oblíbené na dětských táborech: La meilleure façon de marcher, c'est encore la nôtre, c'est de mettre un pied devant l'autre et de recommencer. (Nejlepší způsob chůze je ten náš, tj. klást nohu jednu před druhou a znovu)
- Původně měl roli Marca hrát herec Philippe Léotard.
- Režisér Claude Miller se při natáčení některých scén inspiroval vlastními zkušenostmi z letních táborů, jako když Marc nutí děti, aby spaly pouze na pravém boku (čímž se mělo zabránit masturbaci).

## Ocenění
- César: nejlepší kamera (Bruno Nuytten)
  - nominace: nejlepší film, nejlepší režie (Claude Miller), nejlepší scénář (Luc Béraud, Claude Miller), nejlepší herec (Patrick Dewaere), nejlepší zvuk (Paul Lainé)